# Antigonia combatia
Antigonia combatia е вид лъчеперка от семейство Caproidae. Видът е незастрашен от изчезване.

## Разпространение и местообитание
Разпространен е в Бахамски острови, Белиз, Бермудски острови, Бразилия, Венецуела, Гвиана, Колумбия, Коста Рика, Мексико, Никарагуа, САЩ (Алабама, Вирджиния, Джорджия, Луизиана, Мисисипи, Ню Джърси, Пенсилвания, Северна Каролина, Тексас, Флорида и Южна Каролина), Суринам, Тринидад и Тобаго, Френска Гвиана и Хондурас.
Среща се на дълбочина от 115 до 575 m, при температура на водата от 11,1 до 21,4 °C и соленост 35,2 – 36,6 ‰.

## Описание
На дължина достигат до 15 cm.